# Cantimplora de barro

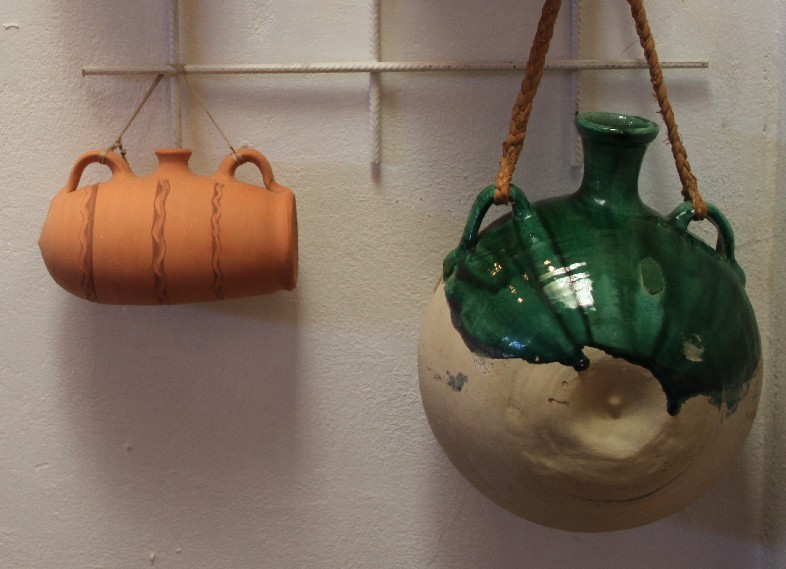
Dos modelos recuperados de la alfarería española tradicional (siglo XX). Museo de Chinchilla (Albacete), España.

La cantimplora de barro o barrilete, (vasija emparentada con el barril de media luna, el barril de pastor, la botija de carro o barril planchado) es un recipiente de tendencia globular, cerrado en la parte superior con un pequeño y delgado cuello que en su extremo tiene un orificio de entrada y salida para el líquido. Puede llevar una, dos o más asas en los hombros.

## Historia
La familia de las cantimploras alfareras se incluye en una tipología con abundantes referentes arqueológicos de muy diversos recipientes de barro para transportar agua: botijones, botijas, botijas chatas, o la botija de campo, de calabaza o de pastor, tan presente en la iconografía de las peregrinaciones. Esta iconografía y algunos glosarios de tipología alfarera, apuntan como precedente de la cantimplora de barro los primitivos recipientes hechos con una calabaza a la que se practicaba un orificio de salida y se secaba al fuego.
En su cuadro Sagrada Familia en el descanso en la huida a Egipto, Murillo pinta junto a las alforjas de paño, bajo el Niño dormido, un botijón o tonelito -aquí sin asas-, entre barril de pastor y calabaza de agua forrada de cuero para defenderla de pequeños golpes.
Esa variedad tipológica de recipientes para o con un uso similar no parece reflejarse en la definición sucinta de los diccionarios de la lengua castellana.
Reuniendo varias de ellas se puede componer esta definición de cantimplora de barro: "frasco" para portar líquidos, por lo general agua, de perfil plano y achatado, y que suele cubrirse, protegerse o revestirse con tela o cuero, y en la antigüedad simplemente bejuco o paja. Puede disponer de una o varias asas para sujetarse al cinturón o los arreos de las caballerías. Su capacidad es variable, entre medio y dos litros.

### Evolución histórica de la cantimplora

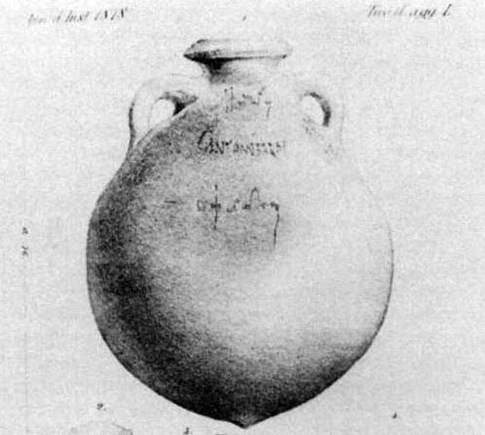
Ánfora «tipo Dressel 20», empleada para la exportación del aceite de oliva de la Bética en los siglos III y II a. C.
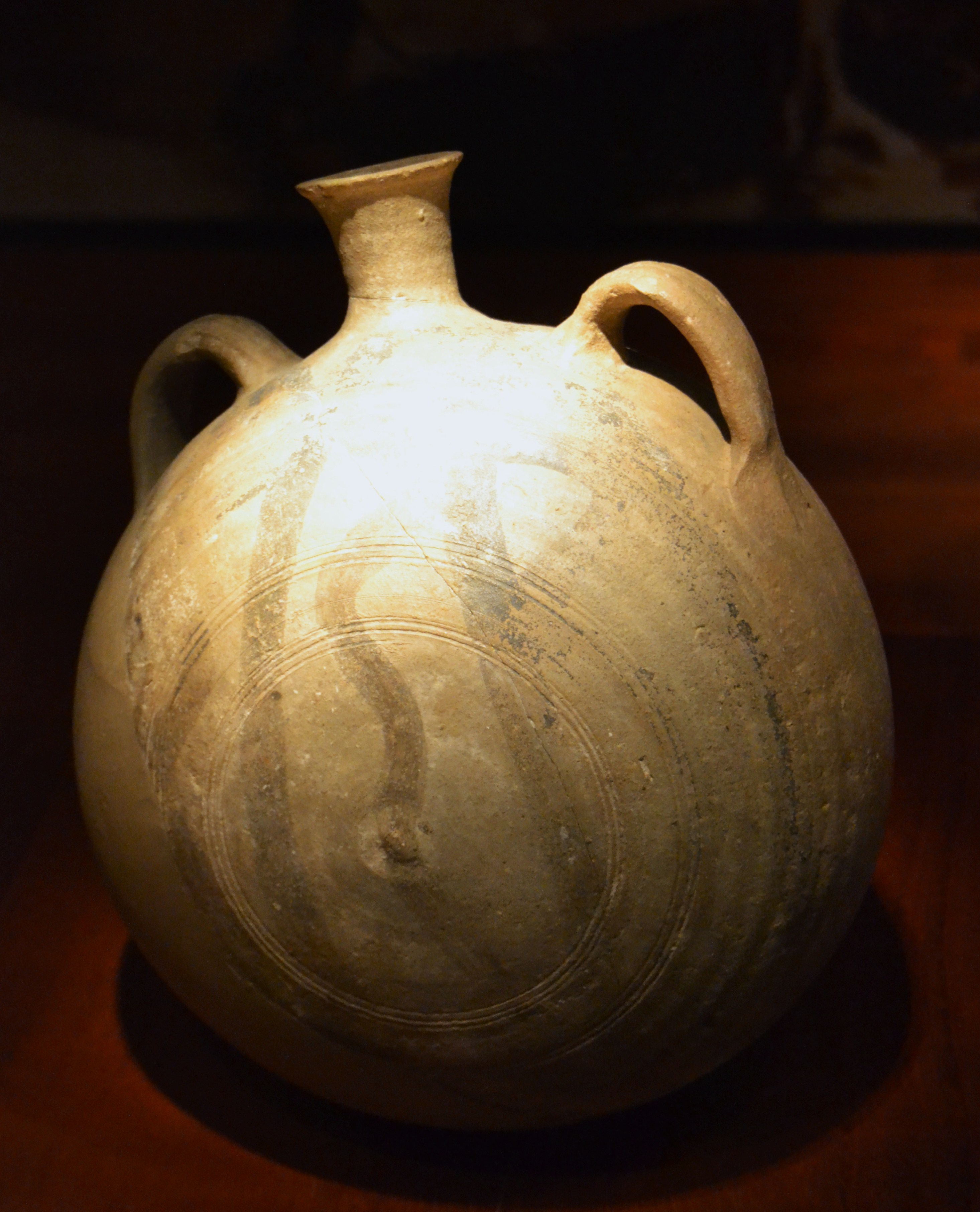
Cantimplora decorada con òxido de manganeso (s. XI - XIII). Museo de Historia de Valencia
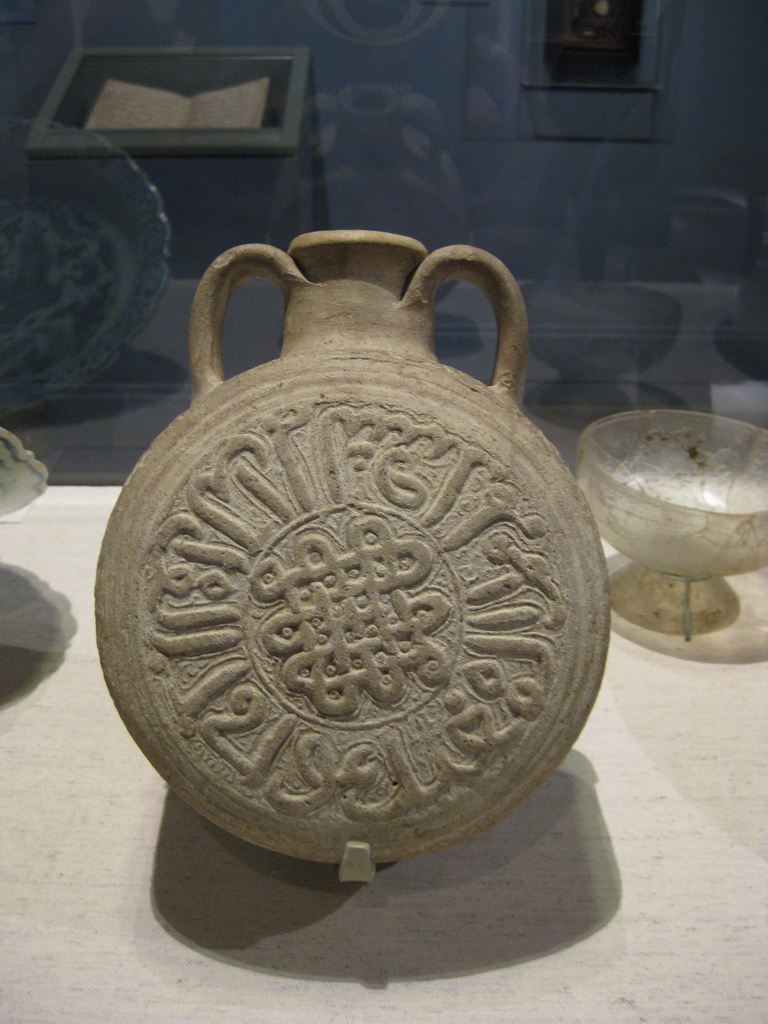
Cantimplora del siglo XV (imperio musulmán, Siria o Egipto).LACMA, California
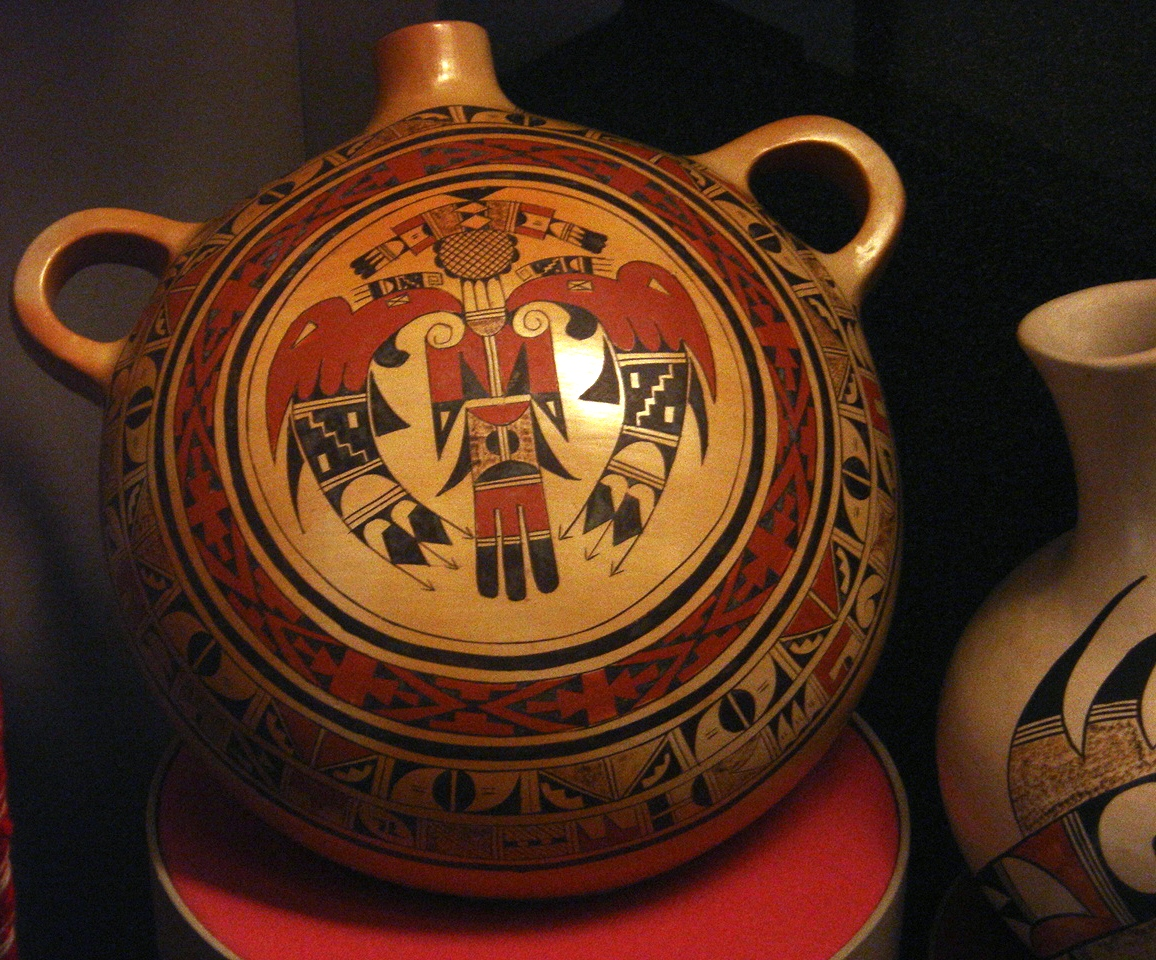
Cantimplora de arcilla siguiendo modelos tradicionales de los pueblos indígenas de Norteamérica, Universidad de Arizona

## En la literatura, el folklore y el enciclopedismo
Tanto nomenclatura “barriletes” y “cantimploras de barro”, dada la antigüedad de este recipiente, aparece de forma incidental o descriptiva en grandes autores de la literatura en español, como Miguel de Cervantes, o más recientemente en los Episodios nacionales de Galdós:

Llegose a nosotros el señor Viriato rogando al jefe que le permitiera catar de un repuesto de aguardiente que detrás conducían en rellenos barriletes dos cantineros, a lo cual le contestó éste que avivase el andar y entraría en calor sin acudir a irritativas libaciones. El joven Viriato le contestó con aquella máxima latina:

Si Aristóteles supiera
aliquid de cantimploris
de seguro no dijera
motus est causa caloris.
Benito Pérez Galdós

También es citada en el Diccionario del folklore americano de Félix Coluccio, editado por la librería "El Ateneo" en 1954, y en la posterior Enciclopedia folklórica americana e ibérica publicada por L. Lasserre en 1966.
En los estudios de arqueología medieval se menciona en diversas publicaciones , como el número 13 del «Acta historica et archaeologica mediaevalia», donde se especula con su posible origen romano Así mismo, se ha relacionado este recipiente característico con la antigua lírica popular hispánica.